# Le Mandala
 (janvier 2010).
Si vous disposez d'ouvrages ou d'articles de référence ou si vous connaissez des sites web de qualité traitant du thème abordé ici, merci de compléter l'article en donnant les références utiles à sa vérifiabilité et en les liant à la section « Notes et références ».
Le Mandala est un club de jazz toulousain créé en 1985 par Jean "Jano" Cartini.
Il est situé au 23 rue des Amidonniers, à Toulouse.
Lieu d'échange, de création et d'expérimentation, le Mandala propose une programmation éclectique d'environ 180 concerts par an. 
Sont ainsi représentées l’ensemble des esthétiques jazz au sein duquel une large place est dédiée aux métissages, aux musiques improvisées et aux musiques du monde.
En juillet 2014, le club interrompt ses activités pour une durée indéterminée.

## Artistes ayant joué au Mandala
- Mina Agossi
- Franck Avitabile
- Claude Barthélemy
- Lionel Belmondo
- Jim Black
- Richard Bona
- Guillaume de Chassy
- Stefano Di Battista
- Marc Ducret
- Christian Escoudé
- Ellery Eskelin
- Julien Lourau
- Art Mengo
- Erik Truffaz
- Laurent de Wilde